# Hugo Maradona
Hugo Hernán Maradona (9 tháng 5 năm 1969 - 28 tháng 12 năm 2021) là một cựu cầu thủ bóng đá và huấn luyện viên người Argentina, ông là em trai của Diego Maradona. Trong sự nghiệp của mình, ông đã chơi có các câu lạc bộ ở Nam Mỹ, Châu Âu, Nhật Bản và Canada, ông từng là thành viên của Đội tuyển U16 Argentina.

## Sự nghiệp câu lạc bộ
Hugo Maradona bắt đầu sự nghiệp ở Juniors Argentina từ năm 1985 đến năm 1987, ông được mua bởi Ascoli từ Serie A của Ý. Nhưng trong 1 năm thi đấu trong màu áo Ascoli, ông chỉ chơi 13 trận mà không khi được một bàn thắng nào, ông đã chuyển sang chơi cho Rayo Vallecano. 2 năm sau, ông chuyển sang câu lạc bộ Rapid Wien của Áo.

## Sự nghiệp quốc tế
Năm 1985, Maradona được mời lên tuyển U-16 Argentina để tham dự FIFA U-16 World Championship 1985 được tổ chức tại Trung Quốc và Giải U-16 Nam Mỹ 1985. Ở giải đấu thuộc cấp FIFA, ông đã ghi được 2 bàn thắng trong trận đấu với Congo nhưng đội tuyển U-16 Argentina đã bị loại khi chỉ giành được 3 điểm ở vị trí thứ 3  vì thua đội tuyển bóng đá U-16 quốc gia Australia và hòa đội tuyển bóng đá U-16 quốc gia Tây Đức, kể từ đó cho đến khi giải nghệ, ông không tham gia một trận đấu nào trong màu áo đội tuyển quốc gia.